# The Nines
The Nines és una pel·lícula estatunidenca de ciència-ficció thriller psicològic del 2007 escrita i dirigida per John August, protagonitzada per Ryan Reynolds, Hope Davis, Melissa McCarthy i Elle Fanning. La pel·lícula va debutar al Festival de Cinema de Sundance de 2007 i va guanyar 63.165 dòlars a la taquilla dels EUA fins a l'11 d'octubre de 2007.

## Estructura narrativa
La pel·lícula es divideix en tres capítols centrats al voltant de tres homes (tots interpretats per Ryan Reynolds) que intenten descobrir el secret sobre esdeveniments estranys en les seves vides, de vegades superposades.

### "Part One: The Prisoner"
Gary és un actor amb problemes que porta una polsera verda al canell, sota arrest domiciliari, que viu a la casa d'una altra persona perquè va cremar la seva. El propietari de la casa es descriu com un escriptor de televisió sense feina. Mentre viu a la casa, fa amistat amb un P.R. "manejadora", Margaret, i la mare soltera del costat, Sarah, que pot estar o no interessada en ell romànticament. En el transcurs del seu arrest domiciliari, Gary es convenç que està sent perseguit pel número nou, fins i tot ha trobat una nota amb la seva pròpia lletra que diu "Busca els nou". Es troba amb moltes ocurrències del número nou: mentre juga al backgammon, treu nou; Mentre llegeix anuncis als diaris, s'obsessiona amb trobar nou. Preguntar a la Sarah sobre el número 9 que la preocupa, i ella li diu crípticament: "Puc treure't d'aquí". Veu diferents versions d'ell mateix per la casa, cosa que el desconcerta, fent-lo sortir de la seva barrera d'arrest domiciliari que al seu torn destrueix la realitat en un llampec encegador.

### "Part Two: Reality Television"
Gavin és un escriptor de televisió que està intentant produir el seu pilot. Se'n va de casa per treballar al seu programa de televisió, Knowing, sobre una mare i una filla que es perden, que protagonitza la seva amiga Melissa McCarthy com a actriu principal. En una conversa sobre crítiques, Susan, executiva de televisió i productora del programa, li diu a Gavin que busqui els nou, que després escriu en un paper, el mateix que Gary va trobar a la primera part. També li diu a la Melissa que creu que està perseguit per ell mateix. Durant el procés de postproducció, Susan pressiona perquè Gavin abandoni la seva amiga Melissa com a protagonista no convencional del seu projecte a favor d'una actriu més atractiva i coneguda. Això provoca una discussió entre ell i la Melissa. Aleshores descobreix que la coneguda actriu va ser en realitat elegida en un altre espectacle, que Susan sabia abans de suggerir-la. Com que la coneguda actriu ara no està disponible i la Melissa no contesta les trucades d'en Gavin, s'enfronta a la Susan perquè sap que el seu programa mai no seria exhibit i que només és un tema d'un programa de telerealitat. Després d'un acalorat intercanvi, la pega i la bufeteja. Aparentment insultant la seva virilitat per colpejar una dona, ella es burla: "Et sents home?" i s'allunya, cosa que el porta a dir-li al càmera de la telerealitat que el deixi en pau. Aleshores un vianant li pregunta amb qui parla, i es demostra que el càmera de la telerealitat no existeix. Mira al seu voltant i s'adona que tothom té un "7" flotant per sobre del seu cap i també que ell té un "9" flotant sobre el seu.
Un flashback mostra el P.R de Gary. la manejadora, Margaret, dient-li que ell és Déu, un nou com els àngels, i els humans són set (els coales, per cert, són vuit perquè controlen el temps). Va crear el món i pot destruir-lo amb un sol pensament. Ell existeix en moltes formes diferents i que cap d'elles és real. Gary no s'ho creu i es desconcerta, que es revela com el veritable motiu pel qual va trencar la barrera de l'arrest domiciliari.

### "Part Three: Knowing"
L'aclamat dissenyador de videojocs Gabriel, el cotxe del qual s'avaria enmig del no-res, deixa la seva dona, Mary, i la seva filla petita, Noelle, per intentar obtenir un millor senyal al seu telèfon. Coneix una dona, la Sierra, que el condueix al bosc fins al seu cotxe, perquè pugui portar-lo a la benzinera. Mentrestant, de tornada al cotxe, la Noelle mira un vídeo amb una càmera digital que mostra en Gavin parlant amb la Melissa de la segona part i la Margaret parlant amb en Gary a la primera part. Està confusa i li mostra a la seva mare, que també sembla confusa.
Mentrestant, Gabriel es posa malalt perquè Sierra ha drogat la seva aigua amb GHB. En totes les històries, com Sarah, Sierra i Susan, ella ha estat intentant separar-lo de Mary/Melissa/Margaret i fer-li adonar-se que cap d'aquestes vides és real. Ella diu que es tracta d'una intervenció, i ella i els altres personatges recurrents han intentat ajudar-lo a recordar que no és humà, sinó Déu, que s'ha absorbit en diverses encarnacions humanes durant 4000 anys. Li agrada l'addicció de Gabriel a l'addicció als videojocs. Cal que torni a casa, un lloc que no es pot imaginar amb pensaments humans ni descriure amb paraules humanes.
Gabriel torna al cotxe i la família se'n va a casa. Mary dedueix que Gabriel ha recordat la seva realitat i necessita marxar. Gabriel li diu que hi havia noranta variacions diferents de l'univers, i aquesta és l'última. Gabriel treu la corda verda del seu canell i l'univers es transforma en una altra cosa. La pel·lícula acaba amb el personatge de Melissa McCarthy casada amb Ben, amb qui s'havia casat a la segona part, amb Noelle com a filla. Noelle li diu a la seva mare que "No tornarà" i que "Va posar totes les peces juntes", i la seva mare acaba la seva frase que aquest és "el millor de tots els mons possibles".

## Repartiment
- Ryan Reynolds com a Gary, un actor problemàtic / Gavin, un escriptor de televisió / i Gabriel, un dissenyador de jocs d'ordinador
- Melissa McCarthy com Margaret, la responsable de relacions públiques de Gary / ella mateixa, una actriu al programa de televisió de Gavin / i Mary, la dona de Gabriel.
- Hope Davis com a Sarah, la veïna de Gary / Susan, executiva de televisió de Gavin / i Sierra, una dona misteriosa que intenta ajudar a Gabriel
- Elle Fanning com a Noelle
- David Denman com a oficial de llibertat condicional/home agitat
- Octavia Spencer com a caminant al carrer

## Producció
Segons August, la pel·lícula es va inspirar en les seves experiències a la seva sèrie de televisió D.C.. Va desenvolupar el guió més al llarg dels anys, convertint-lo parcialment en una quasi-seqüela del seu curtmetratge God (també amb Melissa McCarthy). La pel·lícula es va rodar durant 22 dies a Los Angeles i dos dies a Nova York, amb algunes escenes a la casa de John August. La pel·lícula es va rodar amb una combinació de vídeo i pel·lícula i tot es va publicar en alta definició.

## Banda sonora
- "You Keep Me Hangin' On" interpretada per The Ferris Wheel
- "Trucha" interpretada per Ghostman MC
- "Alive Transmission" interpretada per The Shys
- "Hang On Little Tomato" interpretada per Pink Martini
- "Is That All There Is" interpretada per Hope Davis
- "Paper Plane" interpretada per Persephone's Bees
- "Teenage Villain" Written by Keith Mansfield
- "Bang Bang to the Rock 'N' Roll" interpretada per Gabin
- "Comet Samba" interpretada per Cabaret Diosa
- "Monokini Ou Bikini" interpretada per Georges Deligny
- "Romantico Bosanova" Written by Philippe Bestion
- "As Long as He Needs Me" interpretada per Melissa McCarthy
- "Multiply" interpretada per Jamie Lidell
- "Sugar Town" interpretada per Juliet Turner
- "Myopia" interpretada per The Skeem
- "Tears Coming Home" interpretada per Sébastien Schuller
- "Chopin Nocturne 1, Opus 32" interpretada per Danielle Luppi
- "The Other Side of Mt. Heart Attack" interpretada per Liars
- "The Finish Line" interpretada per Snow Patrol

## Recepció
A Rotten Tomatoes la pel·lícula té un índex d'aprovació del 65% basat en 60 ressenyes, amb una valoració crítica mitjana de 5,93/10. A Metacritic, la pel·lícula té una puntuació mitjana ponderada de 52 sobre 100, que indica "crítiques mixtes o mitjanes", basada en 12 crítiques: 6 positives, 3 mixtes i 3 negatives.
Dennis Harvey de Variety va escriure: "The Nines van des de l'enginyós interiorisme de Hollywood fins a un salt metafísic climàtic que pot deixar a molts espectadors desconcertats. No obstant això, hi ha prou intel·ligència, intriga i rendiment, enlluerna per fer d'aquest un artefacte aventurer per a adults."

### Reconeixements
34ns Premis Saturn
Nominació:
- Millor estrena en DVD